# Onthophagus bicolor
Onthophagus bicolor là một loài bọ cánh cứng trong họ Bọ hung (Scarabaeidae).